# Tantalo (Frinico)
Tantalo (in greco antico: Τάνταλος?, Tántalos) è una tragedia greca perduta messa in scena tra il VI e il V secolo a.C. da Frinico di Atene, basata sul mito di Tantalo. Di essa è pervenuto un solo frammento, tramandato da Esichio. Pare che le rare rappresentazioni pittoriche di Tantalo nell'antichità derivino soprattutto dalla rappresentazione teatrale di questo dramma.

## Trama
L'unico frammento pervenuto dell'opera è un lemma:
(fr. 7)
Esichio riporta questo lemma che, come lui stesso testimonia, sarebbe stato adoperato nel Tantalo di Frinico. Per Joseph Lammers il termine (che indica i posti a sedere) sarebbe un riferimento a un coro i cui membri stavano seduti, il che fa pensare a un coro di danza secondario. Il frammento, pertanto, potrebbe riferirsi a due momenti ben distinti del mito di Tantalo: al furto del nettare e dell'ambrosio nel momento in cui Tantalo partecipò al banchetto celeste; al banchetto in cui Tantalo osò uccidere il figlio Pelope (ipotesi supportata dalla tradizione iconografica).

Il sostantivo sarà successivamente utilizzato da autori posteriori a Frinico ma solo da quest'ultimo fu adoperato all'interno di una tragedia.

Dopo Frinico, il mito di Tantalo è stato ripreso più o meno direttamente da Pratina di Fliunte, Eschilo, Sofocle, Euripide e Aristarco di Tegea, oltre che da Pindaro (in ambito lirico corale). Probabilmente si deve a Frinico l'introduzione o la diffusione la variante del mito che metteva in relazione di parentela Tantalo con Zeus: nell'Oreste di Euripide, infatti, si legge
(Eur. Or. 5)
Dal verso euripideo si ricava che l'innovazione appartiene a qualche autore precedente e probabilmente gli stessi Eschilo (fr. 162 della tragedia perduta Niobe) e Pindaro (Olimpiche, I 57) citano la relazione tra Tantalo e Zeus basandosi sul più antico dramma di Frinico.